# 広馬場 (榛東村)
広馬場(ひろばば)は群馬県北群馬郡榛東村の大字である。郵便番号は370-3504。

## 地理
榛名山の東南に位置しており南北に広いのが特徴、面積約12.53平方キロメートル
染谷川や唐沢川といった小規模な河川が流れている。

## 世帯数と人口
2020年(令和2年)10月1日現在の世帯数と人口は以下の通りである
|        | 世帯数   | 人口   |
| ------ | -------- | ------ |
| 広馬場 | 1519世帯 | 4161人 |

## 小・中学校の学区
村立小・中学校に通う場合学区は以下の通りとなる。
|           | 小学校           | 中学校             |
| --------- | ---------------- | ------------------ |
| 13 - 19区 | 榛東村立南小学校 | 榛東村立榛東中学校 |

## 交通
鉄道
地区内を上越新幹線が通過するが、駅は存在しない。
バス
- 日本中央バス - 前橋榛東線[6]

道路
- 群馬県道26号高崎安中渋川線
- 群馬県道154号新井下室田線
- 群馬県道153号線水沢足門線